# Флокс шиловидный
Флокс шиловидный (лат. Phlox subulata) — многолетнее травянистое растение, вид рода Флокс (Phlox) семейства Синюховые (Polemoniaceae).
Популярное декоративное садовое растение, культивируется по всему свету.

## Ботаническое описание
Многолетнее травянистое растение. Стебли лежачие с короткими междоузлиями, покрыты узкими, жесткими игольчатыми листьями. На конце каждого стебля расположено 1-2 цветка диаметром около 2,0-2,5 см. Венчик раздельнолепестной с выемчатыми по краям лепестками.

## В культуре
В озеленении флокс шиловидный применяется для создания бордюров, обрамления дорожек, оформления альпийских горок, рокариев, откосов, подпорных стенок.
Большинство сортов цветет два раза за сезон. Легко размножается отводками благодаря способности образовывать придаточные корни в местах соприкосновения стеблей с почвой. Ещё одним способом размножения является черенкование, которое проводят в июне-июле.